# 利利亚讷
利利亚讷（法語：Lillianes，法語發音：[liljan]）是意大利瓦莱达奥斯塔大区的一个市镇。总面积18平方公里，人口473人，人口密度26.3人/平方公里（2009年）。ISTAT代码为007042。